# Romolo Spezioli
Romolo Spezioli (Fermo, 1º aprile 1642 – Roma, 25 maggio 1723) è stato un medico italiano.

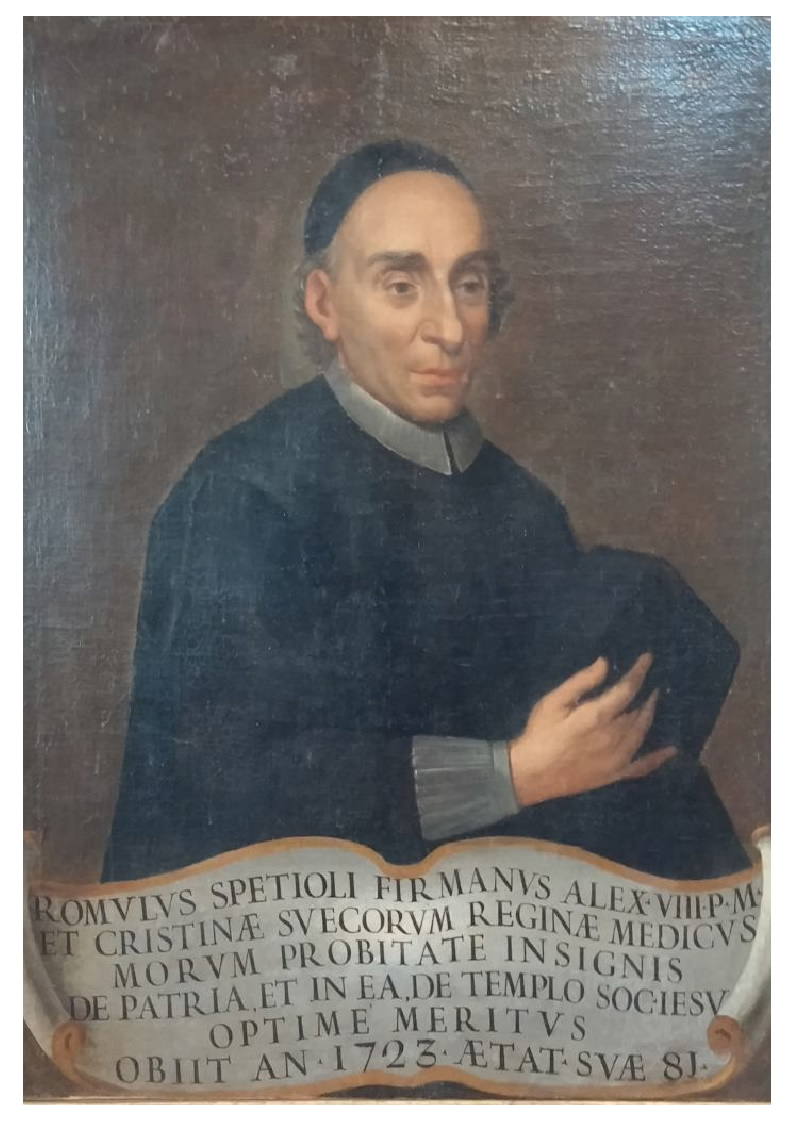
Romolo Spezioli

Fu protomedico della Regina Cristina di Svezia, sostituendo Cesare Macchiati (nato a Carassai e laureatosi a Fermo), e del cardinale Decio Azzolino juniore, oltre che archiatra del Papa Alessandro VIII.

## Biografia
Dopo gli studi avviati a Fermo e conclusi con il conseguimento del Doctoratus in medicina e filosofia nel 1664, esercitò per un breve periodo la professione nelle vicine Grottammare, Ripatransone e Jesi. 
Giunto a Roma nel 1675, in occasione del Giubileo dell'Anno Santo, fu accolto dal conterraneo cardinale Decio Azzolino juniore, che gli garantì una fortunata carriera nella città di Roma, dove figura anche fra i docenti della Sapienza e, in qualità di archiatra di Alessandro VIII, fra i suoi camerieri segreti e, parallelamente, nel Collegio dei canonici della Basilica di San Pietro.
Contemporaneamente il Comune di Fermo, nel 1689, lo inserì nei ranghi della nobiltà fermana.
A lui si deve l'importante donazione libraria ancora oggi conservata nella Biblioteca di Fermo, a lui recentemente intitolata. Il prestigioso lascito consta di 1262 libri "Medicinae et Philosophiae professionis" , donati con legato del 5 ottobre 1705, nel quale si fa riferimento alla seconda e definitiva consegna dei "libri sacri" che sarebbero stati consegnati alla sua morte.

### La famiglia Spezioli
Della famiglia Spezioli si ha notizia già dalla fine del Cinquecento. Nel 1577 è pubblicato a Bologna il volume intitolato Capitolo di M. Mercvrio Spetioli da Fermo, nel quale si mostra il modo di saper bene schermire, & caualcare, ad opera della penna di Mercurio Spezioli. 
Sul finire del Settecento un membro della famiglia fu intimo della famiglia aristocratica dei Leopardi a Recanati, tanto da venir citato dallo stesso poeta Giacomo, nei suoi Ricordi d'infanzia: "Canto dopo le feste, Agnelli sul cielo della stanza, Suono delle navi, Gentiloni (otium est pater ec.), Spezioli (chierico), dettomi da mio padre ch'io dovea essere un Dottore (...)".
Discendente di Romolo Spezioli è stato a sua volta Domenico Spezioli, avvocato e primo sindaco nel secondo dopoguerra della città abruzzese di Chieti.